# Radcliffe College
Radcliffe College va ser una universitat d'arts lliberals a Cambridge (Massachusetts), i va funcionar com la institució femenina associada a la Universitat Harvard. Va ser també una de les Seven Sisters, i va compartir amb Bryn Mawr College la reputació de comptar amb estudiants intel·lectualment independents. Els primers 70 anys de la seva història va atorgar títols de grau i postgrau. A partir del 1963 es van començar a impartir els estudis de grau Harvard-Radcliffe. El 1977 es van signar els primers acords formals de fusió amb la Universitat Harvard, fins a la integració plena que es va completar el 1999. Avui, dins de la Universitat Harvard, l'anterior campus administratiu del Radcliffe College és la seu de l'Institut Radcliffe d'Estudis Avançats de la Universitat Harvard, i els anteriors allotjaments al Radcliffe Quadrangle han estat incorporats al sistema d'allotjament de Harvard. Segons els termes de l'acord de 1999 aquests espais mantenen el nom "Radcliffe" a perpetuïtat.

## Història
Després de molts esforços per tal que les dones poguessin accedir a la Universitat Harvard, el 1879 es va fundar el que es va conèixer com a "Harvard Annex", un programa privat per la instrucció de dones, instrucció que impartia professorat de Harvard. Arthur Gilman, resident de Cambridge, banquer, filantrop i escriptor, va ser el seu fundador. En aquell moment, quan l'educació superior per a les dones era un tema polèmic – si no escandalós –, Gilman esperava proporcionar a la seva filla una educació de més alt nivell que la que hi havia aleshores disponible en els seminaris femenins i les noves universitats per a dones com era el cas de Vassar i Wellesley, ja que en aquests centres el professorat assignat als primers cursos sovint ni tan sols tenia formació universitària. En converses amb el cap del departament de clàssiques de Harvard, es va perfilar un pla per facilitar la formació a un grup petit de dones de Cambridge i Boston. Se li va proposar la idea a l'aleshores rector de la Universitat Harvard Charles William Eliot qui la va aprovar. Gilman i Eliot van consolidar un grup de dones de Cambridge per dirigir aquest projecte. Aquestes dones van ser Elizabeth Cary Agassiz, Mary H. Cooke, Stella Scott Gilman, Mary B. Greenough, Ellen Hooper Gurney, Alice Mary Longfellow i Lillian Horsford.
A partir de la premissa de Gilman, el comitè va convèncer a 44 membres del professorat de Harvard per impartir conferències a les estudiants a canvi d'un ingrés extra. Aquest programa es va conèixer informalment com el "Harvard Annex". El programa d'estudi pel primer any va incloure 51 cursos dins de 13 àrees temàtiques, un "currículum impressionant amb una diversitat més gran que la de qualssevol altra universitat femenina. Els cursos van ser oferts en grec, llatí, anglès, alemany, francès, italià, i espanyol; i amb diverses matèries com filosofia, economia política, història, música, matemàtiques, física, i història natural.
Els membres del comitè esperaven que amb aquesta iniciativa es podria convèncer Harvard d'admetre dones directament a la Universitat Harvard. Tanmateix, la universitat s'hi va resistir. La posició oficial de Harvard va quedar clara a la lliçó inaugural de 1989 quan Charles Eliot va dir, "El món no sap res sobre les capacitats del sexe femení. Només després de generacions de llibertat civil i igualtat social serà possible d'obtenir les dades necessàries per una discussió adequada sobre les tendències naturals de la dona, gustos, i capacitats... No és assumpte de la Universitat decidir sobre aquest punt." En aquest sentit, quan el 1883 se li va demanar al tresorer de Harvard sobre la possibilitat d'atorgar graus a les dones, va declarar: "no tinc cap prejudici en l'assumpte d'educació de dones i estic bastant disposat a veure com Yale o Colúmbia prenen aquest risc si els agrada, però em sento amb l'obligació de protegir la Universitat Harvard del que em sembla a mi un experiment arriscat."
Algunes de les objeccions del rector Eliot tenien a veure amb les idees pròpies del segle xix. Estava totalment en contra de l'educació mixta comentant que "les dificultats vinculades amb una convivència de centenars de dones i homes joves de caràcter immadur i amb edat de casar-se són molt greus. Els controls necessaris serien excessius."

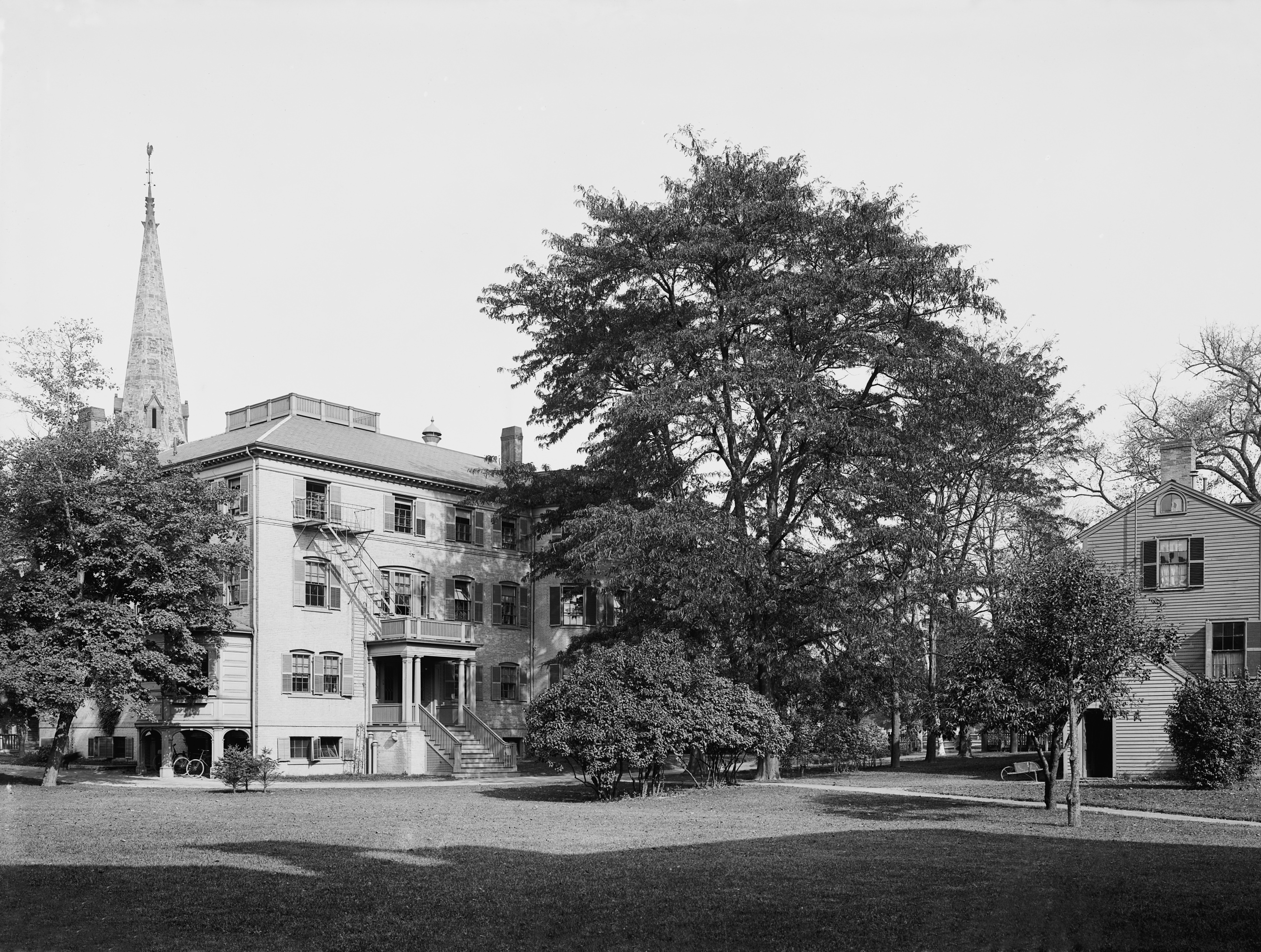
Entre els primers edificis del Radcliffe College hi havia la Fay House i el gimnàs (foto c.1904).

El comitè va perseverar malgrat l'escepticisme d'Eliot. De fet, el projecte va ser un èxit provat, atraient un nombre creixent d'estudiants. Com a resultat, l'Annex va ser incorporat el 1882 com la Societat per la Instrucció Universitària de les Dones, amb Elizabeth Cary Agassiz, vídua del professor de Harvard Louis Agassiz, com a rectora. Aquesta Societat va atorgar certificats a les estudiants però no va tenir el poder de conferir-los graus acadèmics. En anys subsegüents, les discussions amb Harvard sobre l'admissió de dones directament a la universitat van arribar a un punt mort, i en comptes d'això Harvard i l'Annex van negociar la creació d'una institució que concedís graus, amb professors de Harvard en el seu cos de professorat. Aquesta modificació de l'Annex es va reconèixer per la Commonwealth de Massachusetts el 1894 com el Radcliffe College. El College va prendre el seu nom de la Senyora Ann Mowlson, nascuda Radcliffe, que havia establert la primera beca a Harvard l'any 1643. Per l'admissió a aquesta nova universitat, les noies havien de passar les mateixes proves d'accés que es requerien per als estudiants de Harvard.
A les tres primeres dècades del segle XX Radcliffe va consolidar el seu propi campus: el Radcliffe Yard i el Radcliffe Quadrangle a Cambridge, Massachusetts, no gaire lluny del de Harvard.
Aquest període optimista de construcció del Radcliffe College va tensar una mica la relació amb Harvard. Malgrat – o potser més aviat de forma exacta, a causa de– l'èxit de Radcliffe en els seus anys primerencs encara hi havia membres del professorat de Harvard ressentits amb aquesta institució i avisaven dels "perills" de la cooperació amb Radcliffe que farien que Harvard esdevingués una institució cada vegada més mixta perdent el seu caràcter "purament viril". Cap als 1930 el rector de Harvard A. Lawrence Lowell encara mantenia que la tasca que feien els professors de Harvard donant conferències i cursos a Radcliffe els distreia dels seus estudis i recerques, i que les facilitats per investigar i per l'accés als museus de Harvard que es donaven a les dones eren –des del seu punt de vista– una càrrega innecessària donats els recursos de la universitat. El Radcliffe College va ser forçat a acordar una limitació en el nombre d'estudiants, amb 750 llocs per aestudiants de grau i 250 de postgrau. Fins al 1977 el sostre en l'admissió de noies en relació amb el nombre d'admissions de nois va ser una constant en l'existència del Radcliffe College.

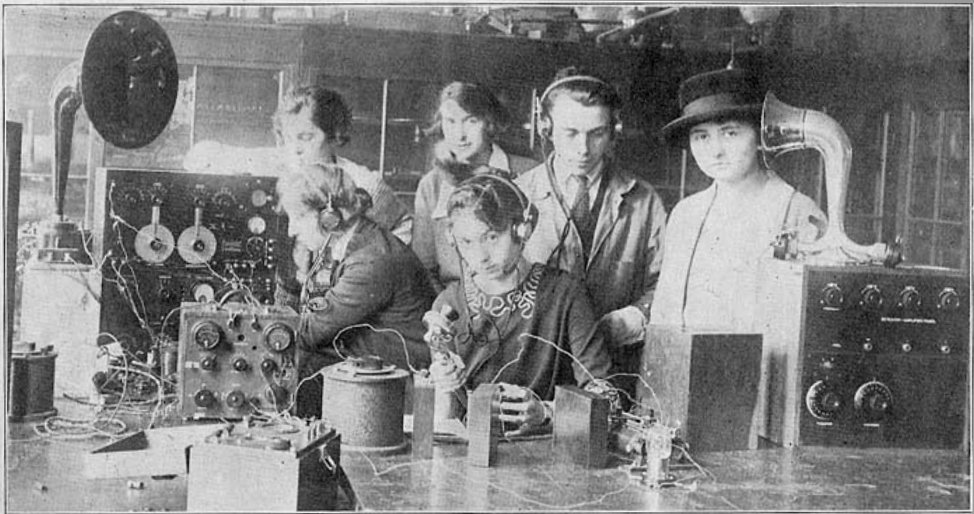
Classe de ràdio al Radcliffe College, 1922. Les emissions de programes de ràdio van començar al 1920 i la ràdio va passar de ser un hobby a esdevenir el primer mitjà de comunicació electrònic.

El 1923 Ada Comstock, una dirigent del moviment per proporcionar educació superior a les dones, graduada per la Universitat de Minnesota i l'Smith College, va esdevenir la tercera rectora del Radcliffe College i va ser una figura clau en el seu desenvolupament a les primeres dècades del segle xx. A començament dels 1940 va negociar una nova relació amb Harvard i allò va expandir a bastament l'accés de les dones a l'oferta de cursos de Harvard.
Des del principi, Radcliffe va ser una institució independent, amb la seva pròpia gestió, i sense rebre de Harvard cap ajut financer. Com que disposava d'un professorat de nivell universitari, el Radcliffe College era l'únic entre les Seven Sisters capaç de proporcionar un programa de llicenciatura amb un nombre ampli d'oportunitats perquè les estudiants poguessin assolir estudis superiors. Entre 1890 i 1963, Radcliffe va atorgar més de 750 doctorats i més de 3000 títols de grau a dones. Entre 1955–1956, el College va produir més dones doctores que qualsevol altra institució dels Estats Units.
Com que el professorat de Radcliffe era de Harvard, en els primers 50 anys del College professors de Harvard –cadascú sota contractes individuals amb l'administració de Radcliffe– duplicaven les classes que primer havien impartit als nois. D'aquesta experiència el professor Elwood Byerly va escriure que ell sempre va trobar admirables l'esperit, les capacitats i les habilitats de les noies —de fet, la mitjana va ser més alta en les seves classes de matemàtiques en l'Annex que en les seves classes a Harvard. L'alt nivell acadèmic –comparat amb Harvard– va esdevenir la norma al Radcliffe College.
Durant la Segona Guerra Mundial, la baixada en les admissions d'estudiants a Harvard per una banda, i la creixent sensibilitat cap a l'optimització dels recursos per una altra, va donar lloc a un nou arranjament més eficaç respecte al temps de dedicació del professorat. Sota el lideratge del rector Comstock, Radcliffe i Harvard va signar un acord que per primer cop va permetre que estudiants tant de Radcliffe com de Harvard poguessin assistir a les mateixes classes en el campus de Harvard, oficialment la instrucció conjunta va començar el 1943. Tot el professorat de Harvard, estigués interessat o no, va tenir l'obligació legal d'ensenyar a les estudiants del Radcliffe College.
En els anys posteriors a la Segona Guerra Mundial Radcliffe va negociar un augment del sostre en el nombre d'admissions. Això es produïa al mateix temps que, entre 1949 i 1958, es construïen equipaments i residències per l'allotjament de noves estudiants. Les campanyes de promoció de la institució cada vegada tenien un abast més important, i s'adreçaven tant a estudiants nacionals com internacional.
El 1963 la Harvard's Graduate School of Arts and Sciences i tots els programes de la Harvard Business School van acceptar d'admisió de noies i es van tancar la Radcliffe Graduate School i el Harvard-Radcliffe Program in Business Administration va finalitzar. L'any 1976 es crea una Oficina d'admissions conjunta Harvard-Radcliffe i es comencen a admetre estudiants de grau dels dos sexes. Un any després, el 1977, Radcliffe i Harvard signen un acord per gestionar la seva col·laboració educativa. El Radcliffe College i la Universitat Harvard es fusionen oficialment el 1999, establint l'Institut Radcliffe d'Estudis Avançats de la Universitat Harvard, que es dedica a la creació i l'intercanvi d' idees transformadores a través de les arts, les humanitats, les ciències i les ciències socials.

## Alumnes notables
- Jill Abramson, ex-directora executiva de The New York Times
- Alice Adams, novel·lista
- Margaret Atwood, escriptora
- Susan Berresford, presidenta de la Ford Foundation
- Benazir Bhutto, ex-Primera Ministra de Pakistan
- Eva Beatrice Dykes, Ph.D., la primera dona negra a obtenir un doctorat
- Elizabeth Eisenstein, historiadora
- Amy Gutmann, rectora de la Universitat de Pennsylvania
- Virginia Hall, espia americana durant la Segona Guerra Mundial
- Rona Jaffe, novel·lista
- Helen Keller, escriptora i activista
- Sinah Estelle Kelley, química
- Caroline Kennedy, ambaixadora dels EUA al Japó, filla de John F. Kennedy
- Maxine Kumin, poeta, guanyadora del Premi Pulitzer
- Henrietta Swan Leavitt, astrònoma al Harvard College Observatory
- Ursula Le Guin, escriptora
- Alison Lurie, acadèmica i escriptora guanyadora del Premi Pulitzer.
- Pauline Maier, historiadora del Massachusetts Institute of Technology.
- Masako Owada princesa hereva del Japó.
- Andrea Nye feminista, filòsofa i escriptora.
- Soledad O'Brien, periodista.
- Ursula Oppens, pianista.
- Mary White Ovington, co-fundadora de la National Association for the Advancement of Colored People (NAACP).
- Maud Wood Park, activista pels drets de les dones.
- Bonnie Raitt, intèrpret de blues americana.
- Adrienne Rich, poeta i feminista.
- Christina Schlesinger, pintora americana.
- Carla Shatz, neurobiòloga a la Universitat Stanford i membre de la National Academy of Sciences
- Gertrude Stein, escriptora.
- Doris Zemurray Stone, arqueòloga i etnògrafa.
- Barbara Tuchman, historiadora.
- Marina von Neumann Whitman, economista.
- Julia Grace Wales, activista pacifista.